# Bolesław Grodziecki
Bolesław Grodziecki (ur. 8 sierpnia 1875 w Kaliszu, zm. 30 stycznia 1960 w Wiesbaden) – polski działacz gospodarczy, minister aprowizacji, założyciel Unii Narodowo-Państwowej w 1922 roku, konsul honorowy Finlandii w Katowicach od 1927 roku.

## Życiorys
Syn Hipolita i Władysławy z Gołembowskich. Ukończył studia w Akademii Handlowej w Lipsku. Po ich ukończeniu związał się z licznymi przedsiębiorstwami, pełniąc w nich wyższe stanowiska. Był m.in. zatrudniony w Towarzystwie Przemysłowym „B. Hantke” jako szef biura sprzedaży w latach 1900-1905, a od 1906 r. do 1908 r. piastował stanowisko wicedyrektora warszawskiego przedstawicielstwa firmy branży metalowej „Prodamet”. Po przeprowadzce do Libawy, a potem do Petersburga pracował jako dyrektor administracyjny i handlowy Zakładów Metalowych „Boecker i Ska” (1908-1912) i dyrektor Kartelu Gwoździ i Drutu „Prowołoka” (1912-1917).

### Wielka Wojna i II Rzeczpospolita
W trakcie wojny włączył się w pomoc humanitarną, angażując się w działalność Towarzystwa Pomocy Ofiarom Wojny. Od września 1915 r. był jednym z jej wiceprezesów w komitecie petersburskiego oddziału.
W niepodległej Polsce  wspólnie z przedstawicielami rządu Semena Petlury zredagował umowę handlową z Ukrainą, w ramach której Grodziecki stanął na czele spółki „Polblok”. Jego dostrzegł Wincenty Witos, który będąc premierem, zaproponował mu objęcie teki ministra aprowizacji w miejsce Stanisława Śliwińskiego. Pełnienie urzędu rozpoczął 12.01.1921 r. Jako szef resortu stanął przed sejmową komisją aprowizacyjną przedstawiając stan jako beznadziejny. Sformułował również ostre zarzuty przeciwko dyrekcji Państwowego Urzędu Zakupów Artykułów Pierwszej Potrzeby, który od grudnia 1918 r. istniał przy Ministerstwie Aprowizacji.
W styczniu 1921 r. wydał rozporządzenie w przedmiocie przewozu zbóż „i przetworów tych ziemiopłodów” pozostających w obrocie poza kontyngentowym. Natomiast w lutym wyposażono go prawnie w możliwość wydawania zarządzeń dotyczących regulacji wypieku i spożycia chleba oraz m.in. ustalania cen na potrawy w restauracjach. Ponadto w celu zapobiegania wzrostowi cen pozostawiono ministrowi zdolność wpływu na ograniczenie konsumpcji produktów pochodzących z importu. Grodziecki wydał wiele rozporządzeń: zapewniające jakość wypieku pieczywa, ograniczające sprzedaż mięsa domokrążcom czy wskazanie podstawowych składników posiłku obiadowego. Jednakże od maja 1921 r. zaczął uchylać niektóre rozporządzenia, aby doprowadzić do tzw. uwolnienia wolnego rynku.
Polityka prowadzona przez Grodzieckiego spotkała się z krytyką ludowców, w której prym wiódł poseł Polskiego Stronnictwa Ludowego-Piast Władysław Grzędzielski.
7 maja 1921 r. Grodziecki przestał pełnić funkcję ministra aprowizacji.
Po odejście z rządu, razem z Gabrielem Narutowiczem i Ignacym Mościckim współzałożył centrową partię, powiązaną z piłsudczykami - Unię Narodowo-Państwową.
W 1923 r. przeprowadził się na teren Górnego Śląska, gdzie pracował jako dyrektor handlowy w Zjednoczonych Hutach „Królewska” i „Laura”. W 1930 r. piastował funkcję dyrektora Syndykatu Polskich Hut Żelaznych. Od 1927 r. do 1939 r. był honorowym konsulem państwa fińskiego na województwo śląskie, kieleckie i krakowskie. Grodziecki pracował w syndykacie do lutego 1938 r., kiedy to objął kierownicze stanowisko w przedsiębiorstwie „Elibor”.

### II wojna światowa i dalsze życie
Po wybuchu kolejnej wojny światowej pozostał w okupowanej Polsce, gdzie podjął pracę w chorzowskiej Hucie „Bismarck”. W listopadzie 1939 r. za pośrednictwem dyrektora tego zakładu zaproponował niemieckiemu rządowi uregulowanie stosunków polsko-niemieckich, co nie spotkało się z żadnym odzewem. W ostatnich latach II wojny światowej wyjechał do Niemiec.
Grodziecki zmarł w Wiesbaden 30 stycznia 1960 r. Został pochowany na miejscowym cmentarzu Sudfriedhof (grób szeregowy E12, rząd 08, nr 175), lecz nagrobek rozebrano w 1989 r.

## Życie prywatne
W 1898 r. poślubił Annę Marię z domu Brodowską, z którą miał syna Jana (1899-1918).